# Actias miyatai
Actias miyatai är en fjärilsart som beskrevs av Inoue 1976. Actias miyatai ingår i släktet månspinnare, och familjen påfågelspinnare. Inga underarter finns listade i Catalogue of Life.